# Tamarida differens
Tamarida differens är en kräftdjursart som beskrevs av Stefano Taiti och Franco Ferrara 2004. Tamarida differens ingår i släktet Tamarida och familjen Trachelipodidae. Inga underarter finns listade i Catalogue of Life.